# Bulbophyllum lasioglossum
Bulbophyllum lasioglossum là một loài phong lan thuộc chi Bulbophyllum.